# Petteri Salomaa
Pour les articles homonymes, voir Salomaa.
Juha Petteri Salomaa est un artiste lyrique, baryton-basse, finlandais né le 26 août 1961 à Helsinki. Sa carrière se déroule à l'opéra et au concert depuis la fin des années 1970.

## Biographie
Juha Petteri Salomaa naît le 26 août 1961 à Helsinki en Finlande. Il est le fils du chanteur d'opéra Pekka Salomaa. Il commence ses études musicales avec le violoncelle. En 1976, à l'âge de 15 ans, il entre à l'Académie Sibelius où il commence l'apprentissage du chant. Il a pour professeurs Kim Borg, Hans Hotter, Yevgeny Nesterenko et Erik Saedén (en). En 1981, à l'âge de 20 ans, il remporte le Concours national de chant de Lappeenranta. Il obtient le bachelor's degree de l'académie Sibelius en 1989 et le doctorat en musique en 2003.
Salomaa fait ses débuts à Helsinki à l'âge de 17 ans en chantant le rôle de Raphael dans La Création de Joseph Haydn. Il mène ensuite une intense carrière de concertiste accompagné par les plus importants ensembles musicaux et orchestres en Europe, notamment en Scandinavie. En 1984, il chante la partie de basse dans une Passion selon saint Jean de Jean-Sébastien Bach diffusée dans toute la Suisse. Il est peu après le lévite du Solomon de Georg Friedrich Haendel. Il a aussi chanté les Kindertotenlieder de Gustav Mahler avec l'Orchestre de Paris.
Il débute à l'Opéra national de Finlande en 1983 dans le rôle-titre des Noces de Figaro de Wolfgang Amadeus Mozart et au Festival lyrique de Wexford en 1985 dans celui du roi d'Écosse de l'Ariodante de Haendel. Il connaît plusieurs importants succès critiques lors des représentations des opéras de Mozart au théâtre du château de Drottningholm à Stockholm, dans les rôles de Leporello de Don Giovanni (1986), à nouveau Figaro (1987) et Nardo de La finta giardiniera (1988). En 1988 il fait ses débuts à l'opéra national des Pays-Bas avec Masetto dans Don Giovanni et Papageno dans La Flûte enchantée. En 1989, il chante Figaro pour ses débuts au théâtre de l'opéra du Michigan (en) et au théâtre de Fribourg (en) auprès duquel il est engagé comme artiste principal à partir de 1991.
En 1995 il crée le rôle du prince Hatt lors de la première mondiale de l'opéra d'Erik Bergman, Det sjungande trädet (en) à l'Opéra national de Finlande ou il retourne à de nombreuses reprises avec notamment le Capitaine de The Death of Klinghoffer de John Adams et le rôle-titre de Don Giovanni. En 1996, il interprète Silvio dans Pagliacci de Ruggero Leoncavallo à l'Opéra de Tampere. En 2000 il est Saturne dans la première version moderne de La divisione del mondo (en) de Giovanni Legrenzi au Festival de Schwetzingen. Il a également joué dans le Don Carlos de Giuseppe Verdi au Festival de Salzbourg sous la direction d'Herbert von Karajan et a fait des apparitions au Deutsche Oper am Rhein, au Grand Théâtre de Genève, à l'Opéra national de Norvège, à l'Opéra d’État de Prague, au Royal Opera House, au Semperoper, au Teatro Lirico Giuseppe Verdi, et au Théâtre du Châtelet.
Il a enregistré plus de trente disques avec de nombreux labels comme entre autres Decca Records, Deutsche Grammophon, Harmonia Mundi, HMV, et Philips.
Il a enseigné à la faculté de chant de l'Académie Sibelius de 2003 à 2008 et est en 2018 professeur de chant invité à l'École royale supérieure de musique de Stockholm.